# Leioproctus fallax
Leioproctus fallax är en biart som först beskrevs av Cockerell 1921.  Leioproctus fallax ingår i släktet Leioproctus och familjen korttungebin. Inga underarter finns listade i Catalogue of Life.

## Bildgalleri

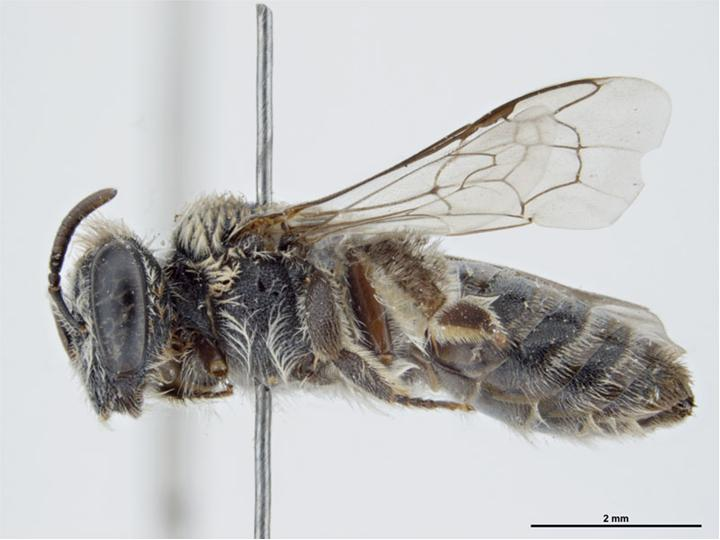